# Chorsu
Chorsu – miejscowość i dżamoat w Tadżykistanie. Jest położone w dystrykcie Wahtad w Rejonach Administrowanych Centralnie. Dżamoat zamieszkuje 2871 osób.